# Oxfordsko
En oxfordsko er en, som oftest, herresko, der er karakteriseret ved at stykket med snørehullerne til snørebåndet går i ét med overlæderet, og dette kaldes også "lukket snøre". Dette står i kontrast til derbysko, hvor dette stykke er syet fast oven på overlæderet. Oprindeligt var oxfordsko enkle og formelle sko, der blev fremstillet af læder, men de har udviklet sig og fremstilles nu i adskillige typer der både er formelle og uformelle. Derudover blive oxfordsko fremstillet af en række forskellige materiale inklusive kalvelæder, ruskind, kanvas og som laksko alt efter hvilken sammenhæng de skal bruges. De er normalt sorte eller brune, og kan være både uden mønster eller med brougemønster.
Da oxfordsko er de mest formelle, er det også disse som benyttes til eksempelvis kjole og hvidt, jaket eller lignende festtøj.

## Historie
De første oxfordsko stammer fra Skotland og Irland, hvor de nogle gange kaldes Balmoralsko efter Balmoral Castle. De fik dog senere navnet oxfordsko efter Oxford University. Skoene optrådte ikke i USA indtil 1800'erne. I USA kaldes oxfordsko som oftest "Bal-type" modsat "Blucher-type" (derbysko). I Frankrig kendes oxfordsko under navnet Richelieu.
Oxfordsko blev afledt af Oxonian, en halvstøvle med slidser der var populær i Oxford University omkring 1800. Til forskel fra tidligere sko var oxfords skåret mindre end foden, for at give mænd en mere trippende gang. Sideslidsen udviklede sig til et snørebånd i siden, der siden flyttede til oversiden af skoen, da studerende gjorde oprør mod knæ- og ankelstøvler. Tåkappen kan enten have to smalle række syninger, perforerede huller langs kantsyningen (kvart-brogues), perforeret hele vejen langs kantsyningen og på skokappen (semi-brogues) eller semi-brogues med det klassiske wingtip-design (fuld-brogue).

## Terminologi
Meningen af ordet "Oxford" og "Balmoral" varierer geografisk. I USA er "Balmoral" ofte synonym med "Oxford". I Storbritannien betyder "Oxford" ofte alle mere formelle snøresko inklusive derbysko. I Storbritannien og andre lande betyder en balmoral ofte en oxford uden søm, bortset fra tåkappen og randsyningen. Sko med lukket snøre betragtes som mere formelle end med åben snøre.

## Damesko
Damesko i oxfordsnit har fra omkring 2010 oplevet en fremgang, men denne trend stammer helt tilbage til viktoriansk mode i 1800-tallet. Her brugte man mænds sko som inspiration til damesko. Forskellen mellem herre- og damesko er oftest ornamenterne, højere hæle og farverne.